# 2016-os úszó-Európa-bajnokság
A 2016-os úszó-Európa-bajnokságot május 9. és 22. között rendezték Londonban, Nagy-Britanniaban. Összesen 64 versenyszámban avattak Európa-bajnokot.

## Eseménynaptár
| ● | Döntők |

| Május         | 9 | 10 | 11 | 12 | 13 | 14 | 15 | 16 | 17 | 18 | 19 | 20 | 21 | 22 | Ö  |
| ------------- | - | -- | -- | -- | -- | -- | -- | -- | -- | -- | -- | -- | -- | -- | -- |
| Úszás         |   |    |    |    |    |    |    | 4  | 6  | 5  | 7  | 5  | 7  | 8  | 42 |
| Műugrás       | 1 | 2  | 2  | 2  | 2  | 2  | 2  |    |    |    |    |    |    |    | 13 |
| Szinkronúszás | 1 | 1  | 2  | 2  | 3  |    |    |    |    |    |    |    |    |    | 9  |
| Döntők        | 2 | 3  | 4  | 4  | 5  | 2  | 2  | 4  | 6  | 5  | 7  | 5  | 7  | 8  | 64 |
| Összesítés    | 2 | 5  | 9  | 13 | 18 | 20 | 22 | 26 | 32 | 37 | 44 | 49 | 56 | 64 |    |

## Összesített éremtáblázat
Rendező
    Magyarország
| Helyezés | Nemzet         | Arany | Ezüst | Bronz | Összesen |
| 1.       | Nagy-Britannia | 10    | 11    | 12    | 33       |
| 2.       | Magyarország   | 10    | 4     | 6     | 20       |
| 3.       | Oroszország    | 10    | 3     | 6     | 19       |
| 4.       | Olaszország    | 8     | 13    | 11    | 32       |
| 5.       | Ukrajna        | 5     | 10    | 5     | 20       |
| 6.       | Hollandia      | 5     | 4     | 2     | 11       |
| 7.       | Franciaország  | 4     | 1     | 4     | 9        |
| 8.       | Svédország     | 4     | 0     | 1     | 5        |
| 9.       | Németország    | 3     | 1     | 0     | 4        |
| 10.      | Dánia          | 2     | 4     | 1     | 7        |
| 11.      | Lengyelország  | 1     | 1     | 0     | 2        |
| 12.      | Litvánia       | 1     | 0     | 2     | 3        |
| 13.      | Görögország    | 1     | 0     | 1     | 2        |
|          |                |       |       |       |          |
| 14.      | Spanyolország  | 0     | 3     | 6     | 9        |
| 15.      | Izland         | 0     | 2     | 1     | 3        |
| 16.      | Izrael         | 0     | 2     | 0     | 2        |
| 17.      | Belgium        | 0     | 1     | 1     | 2        |
| 17.      | Szlovénia      | 0     | 1     | 1     | 2        |
| 19.      | Norvégia       | 0     | 1     | 0     | 1        |
| 19.      | Szerbia        | 0     | 1     | 0     | 1        |
| 19.      | Szlovákia      | 0     | 1     | 0     | 1        |
|          |                |       |       |       |          |
| 22.      | Finnország     | 0     | 0     | 2     | 2        |
| 23.      | Ausztria       | 0     | 0     | 1     | 1        |
| 23.      | Horvátország   | 0     | 0     | 1     | 1        |
| 23.      | Portugália     | 0     | 0     | 1     | 1        |
| Összesen | Összesen       | 64    | 64    | 65    | 193      |

## A magyar versenyzők eredményei
Érmesek
| Érem  | Versenyző                                                                       | Versenyszám | Versenyszám               | Dátum     |
| ----- | ------------------------------------------------------------------------------- | ----------- | ------------------------- | --------- |
| Arany | Hosszú Katinka                                                                  | úszás       | Női 400 m vegyes          | május 16. |
| Arany | Hosszú Katinka                                                                  | úszás       | Női 200 m hát             | május 17. |
| Arany | Kapás Boglárka                                                                  | úszás       | Női 800 m gyors           | május 19. |
| Arany | Hosszú Katinka                                                                  | úszás       | Női 200 m vegyes          | május 19. |
| Arany | Cseh László                                                                     | úszás       | Férfi 200 m pillangó      | május 19. |
| Arany | Jakabos Zsuzsanna Verrasztó Evelyn Kapás Boglárka Hosszú Katinka (Késely Ajna)  | úszás       | Női 4 × 200 méteres gyors | május 19. |
| Arany | Kapás Boglárka                                                                  | úszás       | Női 1500 m gyors          | május 21. |
| Arany | Cseh László                                                                     | úszás       | Férfi 100 m pillangó      | május 21. |
| Arany | Verrasztó Dávid                                                                 | úszás       | Férfi 400 m vegyes        | május 22. |
| Arany | Kapás Boglárka                                                                  | úszás       | Női 400 m gyors           | május 22. |
| Ezüst | Cseh László                                                                     | úszás       | Férfi 50 m pillangó       | május 17. |
| Ezüst | Hosszú Katinka                                                                  | úszás       | Női 100 m hát             | május 19. |
| Ezüst | Bohus Richárd                                                                   | úszás       | Férfi 50 m hát            | május 19. |
| Ezüst | Szilágyi Liliána                                                                | úszás       | Női 200 m pillangó        | május 22. |
| Bronz | Kormos Villő Reisinger Zsófia                                                   | műugrás     | Női 10 m szinkron         | május 10. |
| Bronz | Bernek Péter                                                                    | úszás       | Férfi 400 m gyors         | május 16. |
| Bronz | Jakabos Zsuzsanna                                                               | úszás       | Női 400 m vegyes          | május 16. |
| Bronz | Balog Gábor Financsek Gábor Verrasztó Evelyn Jakabos Zsuzsanna (Földházi Dávid) | úszás       | Vegyes 4 × 100 m vegyes   | május 17. |
| Bronz | Kenderesi Tamás                                                                 | úszás       | Férfi 200 m pillangó      | május 19. |
| Bronz | Balog Gábor Financsek Gábor Cseh László Bohus Richárd                           | úszás       | 4 × 100 m vegyes          | május 22. |

## Eredmények
- WR – világrekord
- CR – Európa-bajnoki rekord
- AR – kontinens rekord
- NR – országos rekord

### Úszás

#### Férfiak
| Versenyszám           | Arany                                                                                | Arany           | Ezüst                                                                                         | Ezüst    | Bronz                                                                           | Bronz    |
| --------------------- | ------------------------------------------------------------------------------------ | --------------- | --------------------------------------------------------------------------------------------- | -------- | ------------------------------------------------------------------------------- | -------- |
| 50 m gyorsúszás       | Florent Manaudou · Franciaország                                                     | 21,73           | Andrij Hovorov · Ukrajna                                                                      | 21,79    | Benjamin Proud · Nagy-Britannia                                                 | 21,85    |
| 100 m gyorsúszás      | Luca Dotto · Olaszország                                                             | 48,25           | Sebastiaan Verschuren · Hollandia                                                             | 48,32    | Clement Mignon · Franciaország                                                  | 48,36    |
| 200 m gyorsúszás      | Sebastiaan Verschuren · Hollandia                                                    | 1:46,02         | Velimir Stjepanović · Szerbia                                                                 | 1:46,26  | James Guy · Nagy-Britannia                                                      | 1:46,42  |
| 400 m gyorsúszás      | Gabriele Detti · Olaszország                                                         | 3:44,01 CR      | Henrik Christiansen · Norvégia                                                                | 3:46,49  | Bernek Péter · Magyarország                                                     | 3:46,81  |
| 800 m gyorsúszás      | Gregorio Paltrinieri · Olaszország                                                   | 7:42,33 CR      | Gabriele Detti · Olaszország                                                                  | 7:43,52  | Mihajlo Romancsuk · Ukrajna                                                     | 7:47,99  |
| 1500 m gyorsúszás     | Gregorio Paltrinieri · Olaszország                                                   | 14:34,04 CR, AR | Gabriele Detti · Olaszország                                                                  | 14:48,75 | Mihajlo Romancsuk · Ukrajna                                                     | 14:50,33 |
|                       |                                                                                      |                 |                                                                                               |          |                                                                                 |          |
| 50 m hátúszás         | Camille Lacourt · Franciaország                                                      | 24,77           | Bohus Richárd · Magyarország                                                                  | 24,82    | Grigorij Taraszevics · Oroszország                                              | 24,86    |
| 100 m hátúszás        | Camille Lacourt · Franciaország                                                      | 53,79           | Grigorij Taraszevics · Oroszország                                                            | 53,89    | Aposztolosz Hrisztu · Görögország · Simone Sabbioni · Olaszország               | 54,19    |
| 200 m hátúszás        | Radosław Kawęcki · Lengyelország                                                     | 1:55,98         | Yakov-Yan Toumarkin · Izrael                                                                  | 1:56,97  | Danas Rapšys · Litvánia                                                         | 1:57,22  |
|                       |                                                                                      |                 |                                                                                               |          |                                                                                 |          |
| 50 m mellúszás        | Adam Peaty · Nagy-Britannia                                                          | 26,66           | Peter John Stevens · Szlovénia                                                                | 27,09    | Ross Murdoch · Nagy-Britannia                                                   | 27,31    |
| 100 m mellúszás       | Adam Peaty · Nagy-Britannia                                                          | 58,36 CR        | Ross Murdoch · Nagy-Britannia                                                                 | 59,73    | Giedrius Titenis · Litvánia                                                     | 1:00,10  |
| 200 m mellúszás       | Ross Murdoch · Nagy-Britannia                                                        | 2:08,33         | Marco Koch · Németország                                                                      | 2:08,40  | Luca Pizzini · Olaszország                                                      | 2:10,39  |
|                       |                                                                                      |                 |                                                                                               |          |                                                                                 |          |
| 50 m pillangóúszás    | Andrij Hovorov · Ukrajna                                                             | 22,92           | Cseh László · Magyarország                                                                    | 23,31    | Benjamin Proud · Nagy-Britannia                                                 | 23,34    |
| 100 m pillangóúszás   | Cseh László · Magyarország                                                           | 50,86 CR        | Konrad Czerniak · Lengyelország                                                               | 51,22    | Medhy Metella · Franciaország                                                   | 51,70    |
| 200 m pillangóúszás   | Cseh László · Magyarország                                                           | 1:52,91 CR      | Viktor Bromer · Dánia                                                                         | 1:55,35  | Kenderesi Tamás · Magyarország                                                  | 1:55,39  |
|                       |                                                                                      |                 |                                                                                               |          |                                                                                 |          |
| 200 m vegyesúszás     | Andréasz Vazéosz · Görögország                                                       | 1:58,18         | Gal Nevo · Izrael                                                                             | 1:59,69  | Alexis Santos · Portugália                                                      | 1:59,76  |
| 400 m vegyesúszás     | Verrasztó Dávid · Magyarország                                                       | 4:13,15         | Richárd Nagy · Szlovákia                                                                      | 4:14,16  | Federico Turrini · Olaszország                                                  | 4:14,74  |
|                       |                                                                                      |                 |                                                                                               |          |                                                                                 |          |
| 4 × 100 m gyorsúszás  | Franciaország · William Meynard · Florent Manaudou · Fabien Gilot · Clement Mignon   | 3:13,48         | Olaszország · Luca Dotto · Luca Leonardi · Jonathan Boffa · Filippo Magnini                   | 3:14,29  | Belgium · Glenn Surgeloose · Jasper Aerents · Dieter Dekoninck · Pieter Timmers | 3:14,30  |
| 4 × 200 m gyorsúszás  | Hollandia · Dion Dreesens · Maarten Brzoskowski · Kyle Stolk · Sebastiaan Verschuren | 7:07,82         | Belgium · Louis Croenen · Glenn Surgeloose · Dieter Dekoninck · Pieter Timmers                | 7:08,28  | Olaszország · Andrea d'Arrigo · Filippo Magnini · Luca Dotto · Gabriele Detti   | 7:08,30  |
|                       |                                                                                      |                 |                                                                                               |          |                                                                                 |          |
| 4 × 100 m vegyesúszás | Nagy-Britannia · Chris Walker-Hebborn · Adam Peaty · James Guy · Duncan Scott        | 3:32,15         | Franciaország · Benjamin Stasiulis · Giacomo Perez-Dortona · Medhy Metella · Florent Manaudou | 3:33,89  | Magyarország · Balog Gábor · Financsek Gábor · Cseh László · Bohus Richárd      | 3:34,12  |

#### Nők
| Versenyszám           | Arany                                                                                        | Arany       | Ezüst                                                                                        | Ezüst    | Bronz                                                                                   | Bronz    |
| --------------------- | -------------------------------------------------------------------------------------------- | ----------- | -------------------------------------------------------------------------------------------- | -------- | --------------------------------------------------------------------------------------- | -------- |
| 50 m gyorsúszás       | Ranomi Kromowidjojo · Hollandia                                                              | 24,07 CR    | Francesca Halsall · Nagy-Britannia                                                           | 24,44    | Jeanette Ottesen · Dánia                                                                | 24,61    |
| 100 m gyorsúszás      | Sarah Sjöström · Svédország                                                                  | 52,82       | Ranomi Kromowidjojo · Hollandia                                                              | 53,24    | Femke Heemskerk · Hollandia                                                             | 53,72    |
| 200 m gyorsúszás      | Federica Pellegrini · Olaszország                                                            | 1:55,93     | Femke Heemskerk · Hollandia                                                                  | 1:55,97  | Charlotte Bonnet · Franciaország                                                        | 1:56,51  |
| 400 m gyorsúszás      | Kapás Boglárka · Magyarország                                                                | 4:03,47     | Jazmin Carlin · Nagy-Britannia                                                               | 4:04,85  | Mireia Belmonte · Spanyolország                                                         | 4:06,89  |
| 800 m gyorsúszás      | Kapás Boglárka · Magyarország                                                                | 8:21,40     | Jazmin Carlin · Nagy-Britannia                                                               | 8:23,52  | Tjaša Oder · Szlovénia                                                                  | 8:25,68  |
| 1500 m gyorsúszás     | Kapás Boglárka · Magyarország                                                                | 15:50,22 CR | Mireia Belmonte · Spanyolország                                                              | 16:00,20 | Maria Vilas · Spanyolország                                                             | 16:01,25 |
|                       |                                                                                              |             |                                                                                              |          |                                                                                         |          |
| 50 m hátúszás         | Francesca Halsall · Nagy-Britannia                                                           | 27,57 CR    | Mie Østergaard Nielsen · Dánia                                                               | 27,77    | Georgia Davies · Nagy-Britannia                                                         | 27,87    |
| 100 m hátúszás        | Mie Østergaard Nielsen · Dánia                                                               | 58,73 CR    | Hosszú Katinka · Magyarország                                                                | 58,94    | Kathleen Dawson · Nagy-Britannia                                                        | 59,68    |
| 200 m hátúszás        | Hosszú Katinka · Magyarország                                                                | 2:07,01     | Darina Zevina · Ukrajna                                                                      | 2:07,48  | Matea Samardzic · Horvátország                                                          | 2:09,24  |
|                       |                                                                                              |             |                                                                                              |          |                                                                                         |          |
| 50 m mellúszás        | Jennie Johansson · Svédország                                                                | 30,81       | Hrafnhildur Luthersdóttir · Izland                                                           | 30,91    | Jenna Laukkanen · Finnország                                                            | 30,95    |
| 100 m mellúszás       | Rūta Meilutytė · Litvánia                                                                    | 1:06,17     | Hrafnhildur Luthersdóttir · Izland                                                           | 1:06,45  | Chloe Tutton · Nagy-Britannia                                                           | 1:07,50  |
| 200 m mellúszás       | Rikke Møller Pedersen · Dánia                                                                | 2:21,69     | Jessica Vall Montero · Spanyolország                                                         | 2:22,56  | Hrafnhildur Luthersdóttir · Izland                                                      | 2:22,96  |
|                       |                                                                                              |             |                                                                                              |          |                                                                                         |          |
| 50 m pillangóúszás    | Sarah Sjöström · Svédország                                                                  | 24,99       | Jeanette Ottesen · Dánia                                                                     | 25,44    | Francesca Halsall · Nagy-Britannia                                                      | 25,48    |
| 100 m pillangóúszás   | Sarah Sjöström · Svédország                                                                  | 55,89 CR    | Jeanette Ottesen · Dánia                                                                     | 56,83    | Ilaria Bianchi · Olaszország                                                            | 57,52    |
| 200 m pillangóúszás   | Franziska Hentke · Németország                                                               | 2:07,23     | Szilágyi Liliána · Magyarország                                                              | 2:07,24  | Judit Ignacio Sorribes · Spanyolország                                                  | 2:07,52  |
|                       |                                                                                              |             |                                                                                              |          |                                                                                         |          |
| 200 m vegyesúszás     | Hosszú Katinka · Magyarország                                                                | 2:07,30 CR  | Siobhan Marie O'Connor · Nagy-Britannia                                                      | 2:09,03  | Hannah Miley · Nagy-Britannia                                                           | 2:11,84  |
| 400 m vegyesúszás     | Hosszú Katinka · Magyarország                                                                | 4:30,90 CR  | Hannah Miley · Nagy-Britannia                                                                | 4:35,27  | Jakabos Zsuzsanna · Magyarország                                                        | 4:38,39  |
|                       |                                                                                              |             |                                                                                              |          |                                                                                         |          |
| 4 × 100 m gyorsúszás  | Hollandia · Maud van der Meer · Femke Heemskerk · Marrit Steenbergen · Ranomi Kromowidjojo   | 3:33,80     | Olaszország · Silvia Di Pietro · Erika Ferraioli · Aglaia Pezzato · Federica Pellegrini      | 3:37,68  | Svédország · Sarah Sjöström · Ida Matsson-Marko-Varga · Ida Lindborg · Louise Hansson   | 3:37,84  |
| 4 × 200 m gyorsúszás  | Magyarország · Jakabos Zsuzsanna · Verrasztó Evelyn · Kapás Boglárka · Hosszú Katinka        | 7:51,63     | Spanyolország · Melania Costa · Patricia Castro · Fatima Gallardo Carapeto · Mireia Belmonte | 7:53,38  | Hollandia · Andrea Kneppers · Esmee Vermeulen · Robin Neumann · Femke Heemskerk         | 7:53,63  |
|                       |                                                                                              |             |                                                                                              |          |                                                                                         |          |
| 4 × 100 m vegyesúszás | Nagy-Britannia · Kathleen Dawson · Chloe Tutton · Siobhan Marie O'Connor · Francesca Halsall | 3:58,57     | Olaszország · Carlotta Zofkova · Martina Carraro · Ilaria Bianchi · Erika Ferraioli          | 4:00,73  | Finnország · Mimosa Jallow · Jenna Laukkanen · Emilia Pikkarainen · Hanna-Maria Seppälä | 4:01,49  |

#### Vegyes
| Versenyszám           | Arany                                                                                           | Arany      | Ezüst                                                                               | Ezüst   | Bronz                                                                                | Bronz   |
| --------------------- | ----------------------------------------------------------------------------------------------- | ---------- | ----------------------------------------------------------------------------------- | ------- | ------------------------------------------------------------------------------------ | ------- |
| 4 × 100 m gyorsúszás  | Hollandia · Sebastiaan Verschuren · Ben Schwietert · Maud van der Meer · Ranomi Kromowidjojo    | 3:23,64 CR | Olaszország · Filippo Magnini · Luca Dotto · Erika Ferraioli · Federica Pellegrini  | 3:24,55 | Franciaország · Clement Mignon · Jérémy Stravius · Charlotte Bonnet · Anna Santamans | 3:25,49 |
| 4 × 100 m vegyesúszás | Nagy-Britannia · Chris Walker-Hebborn · Adam Peaty · Siobhan Marie O'Connor · Francesca Halsall | 3:44,56    | Olaszország · Simone Sabbioni · Martina Carraro · Piero Codia · Federica Pellegrini | 3:45,74 | Magyarország · Balog Gábor · Financsek Gábor · Verrasztó Evelyn · Jakabos Zsuzsanna  | 3:49,50 |

### Műugrás

#### Férfiak
| Versenyszám           | Arany                                         | Arany  | Ezüst                                            | Ezüst  | Bronz                                             | Bronz  |
| --------------------- | --------------------------------------------- | ------ | ------------------------------------------------ | ------ | ------------------------------------------------- | ------ |
| 1 m-es műugrás        | Illja Kvasa · Ukrajna                         | 439,70 | Giovanni Tocci · Olaszország                     | 414,30 | Constantin Blaha · Ausztria                       | 402,55 |
| 3 m-es műugrás        | Jevgenyij Kuznyecov · Oroszország             | 497,90 | Jack Laugher · Nagy-Britannia                    | 473,60 | Illja Kvasa · Ukrajna                             | 463,85 |
| 10 m-es toronyugrás   | Tom Daley · Nagy-Britannia                    | 570,50 | Viktor Minyibajev · Oroszország                  | 524,60 | Nyikita Slejher · Oroszország                     | 480,90 |
| 3 m-es szinkronugrás  | Nagy-Britannia · Jack Laugher · Chris Mears   | 456,81 | Oroszország · Jevgenyij Kuznyecov · Ilja Zaharov | 445,23 | Ukrajna · Olekszandr Horskovozov · Illja Kvasa    | 439,86 |
| 10 m-es szinkronugrás | Németország · Patrick Hausding · Sascha Klein | 445,26 | Nagy-Britannia · Tom Daley · Daniel Goodfellow   | 444,30 | Ukrajna · Olekszandr Horskovozov · Makszim Dolgov | 429,75 |

#### Nők
| Versenyszám           | Arany                                            | Arany  | Ezüst                                              | Ezüst  | Bronz                                              | Bronz  |
| --------------------- | ------------------------------------------------ | ------ | -------------------------------------------------- | ------ | -------------------------------------------------- | ------ |
| 1 m-es műugrás        | Tania Cagnotto · Olaszország                     | 284,15 | Elena Bertocchi · Olaszország                      | 281,30 | Nagyezsda Bazsina · Oroszország                    | 280,75 |
| 3 m-es műugrás        | Tania Cagnotto · Olaszország                     | 360,60 | Uschi Freitag · Hollandia                          | 330,60 | Grace Reid · Nagy-Britannia                        | 328,55 |
| 10 m-es toronyugrás   | Julija Prokopcsuk · Ukrajna                      | 385,90 | Tonia Couch · Nagy-Britannia                       | 352,70 | Georgia Ward · Nagy-Britannia                      | 325,05 |
| 3 m-es szinkronugrás  | Olaszország · Tania Cagnotto · Francesca Dallapé | 327,81 | Nagy-Britannia · Alicia Blagg · Rebecca Gallantree | 319,32 | Oroszország · Nagyezsda Bazsina · Krisztina Ilinih | 304,20 |
| 10 m-es szinkronugrás | Németország · Maria Kurjo · My Phan              | 279,75 | Ukrajna · Hanna Krasnoshlyk · Vlada Tatsenko       | 278,01 | Magyarország · Kormos Villő · Reisinger Zsófia     | 274,74 |

#### Vegyes
| Versenyszám        | Arany                                              | Arany  | Ezüst                                                | Ezüst  | Bronz                                               | Bronz  |
| ------------------ | -------------------------------------------------- | ------ | ---------------------------------------------------- | ------ | --------------------------------------------------- | ------ |
| 3 m szinkronugrás  | Nagy-Britannia · Grace Reid · Tom Daley            | 321,06 | Olaszország · Tania Cagnotto · Maicol Verzotto       | 308,70 | Oroszország · Nagyezsda Bazsina · Nyikita Slejher   | 305,28 |
| 10 m szinkronugrás | Ukrajna · Julija Prokopcsuk · Maksym Dolgov        | 323,70 | Nagy-Britannia · Georgia Ward · Matthew Lee          | 318,24 | Oroszország · Julija Tyimosinyina · Nyikita Slejher | 307,68 |
| Csapatverseny      | Oroszország · Nagyezsda Bazsina · Viktor Minibajev | 413,30 | Ukrajna · Julija Prokopcsuk · Olekszandr Horskovozov | 396,40 | Nagy-Britannia · Georgia Ward · Matthew Lee         | 353,85 |

### Műúszás
| Versenyszám           | Arany | Arany   | Ezüst | Ezüst   | Bronz | Bronz   |
| --------------------- | --- | ------- | --- | ------- | --- | ------- |
| egyéni rövid program  | Szvetlana Romasina · Oroszország | 93,8865 | Anna Volosina · Ukrajna | 90,7289 | Linda Cerruti · Olaszország | 87,1493 |
| egyéni szabad program | Natalja Iscsenko · Oroszország | 96,4000 | Anna Volosina · Ukrajna | 93,4000 | Linda Cerruti · Olaszország | 89,4333 |
| páros rövid program   | Oroszország · Natalja Iscsenko · Szvetlana Romasina | 95,1900 | Ukrajna · Lolita Ananaszova · Anna Volosina | 91,7249 | Olaszország · Linda Cerruti · Costanza Ferro | 88,3564 |
| páros szabad program  | Oroszország · Natalja Iscsenko · Szvetlana Romasina | 96,9000 | Ukrajna · Lolita Ananaszova · Anna Volosina | 93,3333 | Olaszország · Linda Cerruti · Costanza Ferro | 91,2667 |
| csapat rövid program  | Oroszország · Vlada Csigirova · Marina Goliadkina · Szvetlana Kolesznyicsenko · Alekszandra Packevics · Jelena Prokofjeva · Alla Siskina · Marija Surocskina · Gelena Topilina · Lilija Nizamova (tartalék) · Darina Valitova (tartalék)                                                         | 94,0994 | Ukrajna · Lolita Ananaszova · Olena Grecsihina · Daria Iushko · Olekszandra Szabada · Katerina Szadurszka · Anasztaszija Savcsuk · Kszenyija Szidorenko · Anna Volosina · Olha Kondrashova (tartalék) · Olha Zolotarova (tartalék)                                         | 92,0844 | Olaszország · Elisa Bozzo · Beatrice Callegari · Camilla Cattaneo · Francesca Deidda · Costanza Ferro · Manila Flamini · Mariangela Perrupato · Sara Sgarzi · Linda Cerruti (tartalék) · Gemma Galli (tartalék)            | 88,9053 |
| csapat szabad program | Ukrajna · Lolita Ananaszova · Olena Grecsihina · Daria Iushko · Olekszandra Szabada · Katerina Szadurszka · Anasztaszija Savcsuk · Kszenyija Szidorenko · Anna Volosina · Oleksandra Kashuba (tartalék) · Olha Kondrashova (tartalék) · Ekaterina Reznik (tartalék) · Olha Zolotarova (tartalék) | 94,0000 | Olaszország · Elisa Bozzo · Beatrice Callegari · Camilla Cattaneo · Linda Cerruti · Francesca Deidda · Manila Flamini · Mariangela Perrupato · Sara Sgarzi · Costanza Di Camillo (tartalék) · Gemma Galli (tartalék)                                                       | 91,2333 | Spanyolország · Alba María Cabello · Clara Camacho · Helena Jauma · Cecilia Jiménez · Carmen Juárez · Meritxell Mas · Paula Ramírez · Cristina Salvador · Berta Ferreras (tartalék)                                        | 89,6667 |
| kombinációs kűr       | Oroszország · Vlada Csigirova · Marina Goliadkina · Szvetlana Kolesznyicsenko · Alekszandra Packevics · Jelena Prokofjeva · Alla Siskina · Marija Surocskina · Gelena Topilina · Lilija Nizamova · Darina Valitova · Mihajela Kalancsa (tartalék)                                                | 96,5000 | Ukrajna · Lolita Ananaszova · Olena Grecsihina · Daria Iushko · Ekaterina Reznik · Olekszandra Szabada · Katerina Szadurszka · Anasztaszija Savcsuk · Kszenyija Szidorenko · Anna Volosina · Olha Zolotarova · Oleksandra Kashuba (tartalék) · Olha Kondrashova (tartalék) | 93,4333 | Olaszország · Elisa Bozzo · Beatrice Callegari · Camilla Cattaneo · Linda Cerruti · Francesca Deidda · Costanza Ferro · Manila Flamini · Gemma Galli · Mariangela Perrupato · Sara Sgarzi · Costanza Di Camillo (tartalék) | 90,9333 |
| Vegyes rövid program  | Oroszország · Alekszandr Malcev · Mihajela Kalancsa | 89,0902 | Olaszország · Giorgio Minisini · Manila Flamini | 86,1772 | Spanyolország · Pau Ribes · Berta Ferreras | 82,0645 |
| Vegyes szabad program | Oroszország · Alekszandr Malcev · Mihajela Kalancsa | 90,4667 | Olaszország · Giorgio Minisini · Mariangela Perrupato | 87,4667 | Spanyolország · Pau Ribes · Berta Ferreras | 86,5667 |